# Attenella margarita
Attenella margarita je druh jepice z čeledi Ephemerellidae. Žije v jižní polovině Kanady a v kontinentální části Spojených států amerických. Jako první tento druh popsal Needham v roce 1927.